# Ancylistes netrii
Ancylistes netrii är en svampart som beskrevs av Couch ex B.E. Tucker 1981. Ancylistes netrii ingår i släktet Ancylistes och familjen Ancylistaceae.   Inga underarter finns listade i Catalogue of Life.